# 国务院生产办公室
国务院生产办公室是中华人民共和国国务院办事机构，对各省级经委、生产委员会的生产工作实行业务指导，对国务院有关部门的工交生产进行必要的组织协调，对工交企业进行宏观调控和指导。

## 职责和任务
国务院生产办公室的主要职责和任务：

(一) 参与制定年度生产计划、物资分配计划及运输计划, 并组织实施和督促检查计划执行情况。

(二) 指导全国工交生产工作, 负责组织各部门、各地区及其骨干企业在生产、市场与运输中的重大衔接和协调工作; 负责对能源、原材料及其他重要物资的紧急调度工作, 并解决相应的运输问题。

(三) 按照国家确定的企业技术改造投资规模, 负责拟订企业技术改造计划和组织实施, 归口管理企业技术进步工作。对限额以上的技术改造项目, 经国家计委会签后进行审批。

(四) 指导企业管理, 组织企业开展“ 双增双节夕, 活动和企业职工培训。

(五) 参与工业产品的进出口审查, 负责机电设备进口审查工作。

(六) 参与涉及企业生产的金融和物价工作。

(七) 组织协调安全生产、设备管理和救灾工作。

(八) 向国务院报告生产调度工作中的重大问题及工业生产、交通运输的主要情况。

(九) 办理国务院交办的其他事项。

## 历史
1991年7月国务院第81次常务会议决定撤销国务院生产委员会，成立国务院生产办公室。
为搞好调度工作, 国务院生产办公室在物资、资金、进出口等方面掌握必要的调控手段, 并对物价、信贷、税务、劳动有一定的调控权。每年有一亿元拨款、二亿元贷款和五千万美元外汇的机动分配权。1991年组织十亿美元进出口商品的调整权要予以保留。
1991年下半年，国务院生产办公室按照《国务院关于严格控制企业继续生产积压产品的通知》（国发〔1991〕35号）要求，结合开展“质量、品种、效益年”活动，各地区、各部门根据全国清理“三角债”工作会议核定的压缩产成品资金占用指标，对限产压库工作进行了认真部署，层层分解任务指标下达到企业，并加强督促检查，狠抓落实。
1991年8月28日，国家计委、国家体改委和国务院生产办公室共同进行了研究选择55家左右大型企业集团试点。
1992年5月国务院第100次常务会议决定国务院生产办公室改组为国务院经济贸易办公室。

## 国务院生产办公室机构设置
国务院生产办公室为正部级机构, 编制控制在250人以内。
- 主任、党组书记：朱镕基（国务院副总理兼）
- 副主任
  - 张彦宁（国家经济体制改革委员会副主任）
  - 赵维臣 （国务院生产委员会副主任）
  - 李祥林 (国家计委机械电子工业计划局副局长、国务院生产委员会副主任）
  - 杨昌基（上海市浦东开发领导小组常务副组长兼上海市浦东开发办公室主任调任）
  - 朱育理(国家技术监督局局长兼)
- 秘书长王一平（国家经贸委原秘书长）
- 秘书局
  - 综合处处长徐敬业
- 生产调度局：从国家计委成建制划转
- 技术改造局：从国家计委成建制划转
- 企业局：从国家计委成建制划转
- 节约和综合利用局
- 生产计划局
- 科技局：国家计委中负责企业科技工作的业务处划转成立该局。
- 培训司：从国家计委成建制划转
- 政策研究室
- 机关党委
- 行政后勤工作仍由国家计委行政司负责
- 国务院机电设备进口审查办公室：划归国务院生产办公室管理
- 中国机电设备招标中心：划归国务院生产办公室管理